# Tom Rob Smith
Tom Rob Smith (Londra, 19 febbraio 1979) è uno scrittore inglese.

## Biografia
Tom Rob Smith è nato nel 1979 a Londra (Inghilterra) da madre svedese e padre inglese.
Studia al St. John's College di Cambridge e, dopo la sua laurea nel 2001 vince la borsa di studio Harper Wood per la poesia e la letteratura inglese e decide di completare i suoi studi di scrittura creativa in Italia, all'Università di Pavia.
Terminati gli studi lavora come sceneggiatore per la televisione e il cinema.
I suoi libri sono ambientati nella Russia degli anni cinquanta e, il protagonista, è Leo Demidov, ufficiale della polizia russa incaricato di risolvere omicidi; lavoro che fa anche a costo di andare contro le regole del partito.
Da Bambino 44 è stato tratto il film Child 44 - Il bambino numero 44 (Child 44, 2015), diretto da Daniel Espinosa e prodotto da Ridley Scott. Nel 2015 ha creato e prodotto per BBC Two la miniserie in cinque parti London Spy.

## Opere
- 2008 - Bambino 44 (Child 44), Sperling & Kupfer (ISBN 978-88-200-4466-4); nel 2015 il libro è stato ripubblicato di nuovo da Sperling & Kupfer con il titolo Child 44 - Il bambino numero 44 (ISBN 978-88-200-5750-3).
- 2009 - Il rapporto segreto (The Secret Speech), Sperling & Kupfer (ISBN 978-88-200-4741-2).
- 2011 - Agent 6, Sperling & Kupfer (ISBN 978-88-200-5111-2).
- 2014 - La casa (The Farm), Sperling & Kupfer (ISBN 978-88-200-5608-7).